# West Lake Hills (Texas)
West Lake Hills es una ciudad ubicada en el condado de Travis en el estado estadounidense de Texas. En el Censo de 2010 tenía una población de 3063 habitantes y una densidad poblacional de 327,06 personas por km².

## Geografía
West Lake Hills se encuentra ubicada en las coordenadas 30°17′31″N 97°48′30″O / 30.29194, -97.80833. Según la Oficina del Censo de los Estados Unidos, West Lake Hills tiene una superficie total de 9.37 km², de la cual 9.37 km² corresponden a tierra firme y (0%) 0 km² es agua.

## Demografía
Según el censo de 2010, había 3063 personas residiendo en West Lake Hills. La densidad de población era de 327,06 hab./km². De los 3063 habitantes, West Lake Hills estaba compuesto por el 94.19% blancos, el 0.23% eran afroamericanos, el 0.59% eran amerindios, el 2.15% eran asiáticos, el 0% eran isleños del Pacífico, el 0.59% eran de otras razas y el 2.25% pertenecían a dos o más razas. Del total de la población el 4.96% eran hispanos o latinos de cualquier raza.